# Meine Mutter traut sich was
Meine Mutter traut sich was ist ein deutscher Fernsehfilm von John Delbridge aus dem Jahr 2020. Es ist der dritte Teil der Filmreihe Meine Mutter … mit Diana Amft, Stephan Luca und Margarita Broich in den Hauptrollen.

## Handlung
Für Landgasthofbesitzerin Antonia ‚Toni‘ Janssen und Sternekoch Rufus van Berg steht die gemeinsame Hochzeit an. Während sich die beiden ohne viel Rummel das Ja-Wort geben wollen, ist Tonis Mutter der Meinung, dass die Heirat ihrer einzigen Tochter ganz groß gefeiert werden müsse. Sie rechnet mit mindestens 200 Personen und hat bereits Einladungen verschickt, was zwischen Mutter und Tochter zu Verstimmungen führt. Doch auch Bräutigam Rufus hat seine Sorgen, denn Tonis nichtsnutziger „Ex“ HaJü will unbedingt den Junggesellenabschied für ihn organisieren und auch Trauzeuge für die beiden sein.
Kurz vor der Heirat wollen sich Rufus´ Eltern ihre zukünftige Schwiegertochter erst einmal ansehen. Der Besuch der beiden entwickelt sich zu einem Desaster, denn Rufus´ Mutter lässt keinen Zweifel daran, dass sie sich als Ehefrau für ihren Sohn etwas anderes vorgestellt hatte als eine Landhauswirtin. Luise van Berg ist demzufolge auch nichts rechtzumachen, und sie nörgelt an allem herum, auch an ihrem Ehemann. Mit ihm befindet sie sich schon lange in einer Art Dauerkrise, da er das Flirten mit anderen Frauen nicht lassen kann. Bei ihrem Plan, die Hochzeit zu verhindern, versucht Luise HaJü einzuspannen, der das jedoch strikt ablehnt. 
Als Rufus die Spannungen zwischen seinen Eltern bemerkt, sucht er das Gespräch mit seinem Vater und überredet ihn dazu, mit ihm zusammen ein Menü für Luise zu kochen, das sie wieder versöhnlich stimmen soll. Doch Rufus’ Mutter bleibt stur und will auch nicht zur Hochzeit kommen. Die Stimmung im Landgasthof ist entsprechend gedrückt, schließlich haben Toni, ihre Mutter und Rufus alles versucht. Trotz allem steht vier Wochen später die Hochzeit an. Wider Erwarten tauchen Rufus´ Eltern nun doch auf. Seine Mutter erscheint wie ausgetauscht und bittet Toni sogar um Entschuldigung, was diese skeptisch werden lässt.
Nach überstandenem Junggesellenabschied wird es am nächsten Tag ernst. Alle sind frohgestimmt, einzig HaJü benimmt sich seltsam. Er hatte heimlich den Ehering anprobiert, den Rufus ihm, dem Trauzeugen, anvertraut hatte. Er bekommt ihn nun aber nicht mehr vom Finger, was er dem Bräutigam schlussendlich beichten muss. Doch das allein kann die Hochzeit nicht verhindern, das übernimmt Rufus´ Mutter persönlich, die in der Kirche eine wilde Schlägerei anzettelt, in die am Ende alle Hochzeitsgäste mit einbezogen werden. Tonis Mutter staucht Luise daraufhin gehörig zusammen und bringt sie zur Bushaltestelle, damit sie unverzüglich nach Hause fährt. Toni und Rufus geben sich derweil trotzdem, nur für sich allein, vor der Kirche das Ja-Wort.

## Hintergrund
Meine Mutter traut sich was wurde im Auftrag von Degeto Film von der „Bantry Bay Productions“ produziert und vom 22. April bis zum 31. Mai 2019 gedreht.

## Rezeption

### Einschaltquote
Die Erstausstrahlung der Folge 3 Meine Mutter traut sich was erfolgte am 27. März 2020 und wurde in Deutschland von 3,68 Millionen Zuschauern gesehen. Der Film erreichte einen Marktanteil von 12,7 Prozent für Das Erste.

### Kritiken
Tilmann P. Gangloff meinte bei Tittelbach.tv: „Kaum zu glauben, aber der bescheidene Titel ist das Beste an diesem dritten Film mit Diana Amft und Stephan Luca als ungleiches Paar, dass [sic!] eine kochende Leidenschaft für einander entwickelt hat.“ „‚Meine Mutter traut sich was‘ […] orientiert sich am Komödien-Muster ‚Hilfe, die Schwiegereltern kommen‘: Star-Koch Rufus will Antonia heiraten, aber seine Mutter entpuppt sich als Schreckschraube, die die Hochzeit um jeden Preis verhindern will.“
Die Kritiker der Siegener Zeitung werteten positiv und schrieben: „Wer solche Mütter hat – die eine eine Glucke, die andere eine esoterische Giftspritze – und dann noch einen Vater, der jedem Rock nachschaut und bei jedem weiblichen Wesen das Glitzern in die Augen bekommt, der braucht sich um seine geplante Hochzeit keine großen Gedanken machen und kann nur stöhnen: ‚Zwei Mütter sind einfach zwei zu viel!‘ Der dritte Film ‚Meine Mutter traut sich was‘ […] aus der Eifel-Reihe besticht nicht durch subtilen Humor, ist eher in der Kategorie ‚Mal kräftig auf die Schenkel klopfen beim Schmunzeln‘ angesiedelt.“
Die Kritiker von TV Spielfilm werteten rundum positiv und schrieben: „Es gibt nicht viele, die eine Freitagabendkomödie so abliefern können wie die Amft! Mit witzigen Zeilen gefüttert (Buch: Christian Pfannenschmidt) und gut geerdetem Charme, dazu Broich und Luca als fantastisch aufgelegte Gegenspieler, macht das echt Laune.“